# John Semmelink
Herman Jan (John) Semmelink (Shanghai, 17 december 1938 - Garmisch-Partenkirchen, 7 februari 1959), was een Canadees skiër.
Semmelink verongelukte tijdens de Arlberg-Kandahar ski race van 1959. Sinds 1962 kent de Canadian Ski and Snowboard Association jaarlijks een John Semmelink Award toe. Dit doen ze "in recognition of the athlete who, through sportsmanship, conduct and ability, best represents Canada in international competition".

## Biografische schets
Semmelink werd geboren te Shanghai als oudste zoon van mr. Herman Richard Semmelink en Catharina Margaretha Visser. Zijn vader was onder meer werkzaam bij de KLM en de Java-China-Japan Lijn. Gedurende de Tweede Wereldoorlog heeft Semmelink enige tijd geïnterneerd gezeten in het Japanse kamp Santo Tomas. Dit kamp was gevestigd op de campus van de University of Santo Tomas in Manilla. Zijn ouders en zijn jongere zus Lis zaten eveneens in dit kamp. Op verzoek van zijn ouders werd John Semmelink begraven in Garmisch-Partenkirchen. Bij de uitvaart sprak zijn vader de woorden: "My son loved the mountains above everything and he shall find his last rest here in the mountains".

## Resultaten
- In 1958 won Semmelink het Commonwealth Ski Championship.

## Trivia
- John Semmelink is een kleinzoon van gynaecoloog Herman Bernard Semmelink en een achterkleinzoon van Officier van Gezondheid Jan Semmelink.